# 河合村立稲越小学校
河合村立稲越小学校 （かわいそんりつ いなごえしょうがっこう）は、かつて岐阜県吉城郡河合村（現・飛騨市河合町）に存在した公立小学校。

## 概要
- 1992年、角川小学校と統合し、河合小学校の開校により廃校。現在の飛騨市河合町稲越に存在した。
- 跡地は飛騨市稲越運動場となっている。

## 沿革
- 1874年（明治7年） - 稲越村に稲越学校が開校。
- 1875年（明治8年）1月23日 - 小無雁村、稲越村、大木村、芦谷村、舟原村、保村、月ヶ瀬村、天生村、中沢上村、有家村、角川村、二ツ屋村、元田村、新名村、上ヶ島村、羽根村、保木村、有家林村が合併し、河合村が発足。
- 1881年（明治14年） - 公立稲越学校に改称する。
- 1886年（明治19年） - 稲越尋常小学校に改称する。
- 1903年（明治36年） - 農業補習学校を併設する。
- 1926年（大正15年） - 稲越尋常高等小学校に改称する。
- 1941年（昭和16年）4月1日 - 稲越国民学校に改称する。
- 1947年（昭和22年）4月1日 - 河合村立稲越小学校に改称する。河合中学校稲越分校を併設。
- 1948年（昭和23年）4月 - 河合中学校稲越分校が稲越中学校として独立。稲越小学校に併設される。
- 1962年（昭和37年）4月 - 河合村内の中学校の統合により稲越中学校が廃校。稲越小学校は単独校となる。
- 1971年（昭和46年） - 廃校となった元田小学校保分校の校舎を移築する。
- 1992年（平成4年）3月 - 統合により廃校。